# Хансен, Брайан (кёрлингист)
Бра́йан Ха́нсен (дат. Brian Hansen; род. 26 января 1972, Фредериксберг) — датский кёрлингист, второй команды Дании на зимних Олимпийских играх 2002.

## Достижения
- Чемпионат Европы по кёрлингу: серебро (1997, 1999, 2000).
- Чемпионат Дании по кёрлингу среди мужчин: золото (1996, 1999, 2000).
- Чемпионат Дании по кёрлингу среди смешанных команд: золото (1997).
- Чемпионат Дании по кёрлингу среди юниоров: золото (1990).

## Команды
| Сезон                                          | Четвёртый           | Третий        | Второй           | Первый           | Запасной Тренер                                          | Турниры                                 |
| ---------------------------------------------- | ------------------- | ------------- | ---------------- | ---------------- | -------------------------------------------------------- | --------------------------------------- |
| 1989—90                                        | Claus Pørtner       | Брайан Хансен | Søren Mikkelsen  |                  |                                                          | ЧДЮ 1990                                |
| 1995—96                                        | Ульрик Шмидт        | Лассе Лаурсен | Ульрик Дамм      | Брайан Хансен    |                                                          | ЧДМ 1996                                |
| 1996—97                                        | Ульрик Шмидт        | Лассе Лаурсен | Брайан Хансен    | Ульрик Дамм      | тренер: Франтс Гуфлер                                    | ЧЕ 1996 (5 место)                       |
| 1996—97                                        | Ульрик Шмидт        | Лассе Лаурсен | Брайан Хансен    | Ульрик Дамм      | Карстен Свенсгор тренер: Билл Кэри                       | ЧМ 1997 (6 место)                       |
| 1997—98                                        | Ульрик Шмидт        | Лассе Лаурсен | Брайан Хансен    | Карстен Свенсгор | тренер: Билл Кэри                                        | ЧЕ 1997                                 |
| 1998—99                                        | Ульрик Шмидт        | Лассе Лаурсен | Брайан Хансен    | Карстен Свенсгор | Франтс Гуфлер тренер: Билл Кэри                          | ЧДМ 1999 · ЧМ 1999 (6 место)            |
| 1999—00                                        | Ульрик Шмидт        | Лассе Лаурсен | Брайан Хансен    | Карстен Свенсгор | Бо Йенсен (ЧЕ) Франтс Гуфлер (ДЧМ, ЧМ) тренер: Билл Кэри | ECC 1999 · ЧДМ 2000 · ЧМ 2000 (5 место) |
| 2000—01                                        | Ульрик Шмидт        | Лассе Лаурсен | Брайан Хансен    | Карстен Свенсгор | Франтс Гуфлер тренер: Билл Кэри                          | ЧЕ 2000                                 |
| 2001—02                                        | Лассе Лаурсен       | Брайан Хансен | Карстен Свенсгор | Франтс Гуфлер    | Ульрик Шмидт тренер: Билл Кэри                           | ЧЕ 2001 (6 место)                       |
| 2001—02                                        | Ульрик Шмидт        | Лассе Лаурсен | Брайан Хансен    | Карстен Свенсгор | Франтс Гуфлер                                            | ЗОИ 2002 (7 место)                      |
| Кёрлинг среди смешанных команд (mixed curling) |                     |               |                  |                  |                                                          |                                         |
| 1996—97                                        | Хелена Блак Лаурсен | Лассе Лаурсен | Маргит Пёртнер   | Брайан Хансен    |                                                          | ЧДСК 1997                               |

(скипы выделены полужирным шрифтом)